# Монпельє Еро
Монпельє Еро Рагбі (фр. Montpellier Hérault rugby) — професійний французький регбійний клуб з однойменного міста. Президентом клубу є Рой Спірс, головним тренером — Джейк Вайт. З 2003 року команда бере участь в турнірі Топ 14 — найсильнішому дивізіоні французького регбі. Також Монпельє ставав учасником Кубка Хайнекен і Європейського кубка з регбі.
Клуб був створений в 1986 році в результаті об'єднання команди Стад Монпельєрен і секції регбі клубу Монпельє Пайяд, яка раніше захищала кольори міського університету; команди були засновані відповідно в 1963 і 1974 роках . Команда Еро дебютувала в групі B чемпіонату Франції, а вже в 1990 році стала учасником вищого дивізіону. Команда вибула з елітного дивізіону і знову піднімалася туди протягом декількох сезонів, закріпившись в Топ 14 в 2003 році. У наступному році Монпельє Еро став володарем Європейського щита — трофею, що вручається переможцю щорічного змагання, яке проводилося в 2002—2004 роках. 4 червня 2011 клуб вперше в своїй історії зіграв у фіналі чемпіонату Франції, де поступився найбільш титулованій команді країни — Тулузі.
Декілька років регбісти Монпельє проводили домашні матчі на стадіоні Сабате, проте в 2007 році клуб переїхав на арену Ів-дю-Мануар. З 1999 року організація має в своєму розпорядженні навчальний центр. З 2005 року жіноча команда Монпельє також бере участь у вищій лізі чемпіонату Франції.

## Історія
Команду було створено в 1986 році завдяки об'єднанню Стад Монпельєрен та клубу Монпельє Пайяд. Протягом довгого часу клуб не здобував жодних медалей, проте в колекції біло-синіх видніють також інші трофеї. У 1993 році гравці Монпельє стали переможцями Шаленж де л'Есперанс.
У 2003 році клуб вийшов в Топ 14, ставши чемпіоном другого дивізіону. Через рік регбісти боролися за Європейський щит. У фіналі французи обіграли суперників з Віадани з рахунком 25:19.

## Досягнення
Топ 14
- Фіналіст: 2011

Другий дивізіон
- Переможець: 2003

Європейський щит
- Переможець: 2004

Шаленж де л'Есперанс
- Переможець: 1993

## Фінальні матчі

### Топ 14
| Дата             | Переможець | Фіналіст     | Рахунок | Стадіон                 | Глядачі |
| 4 червня 2011 г. | Тулуза     | Монпельє Еро | 15:10   | Стад де Франс, Сен-Дені | 77 000  |

### Європейський щит
| Дата              | Переможець   | Фіналіст | Рахунок | Стадіон                  | Глядачі |
| 21 травня 2004 р. | Монпельє Еро | Віадана  | 25:19   | Серджіо Ланфранчі, Парма | 2 553   |

## Сезон 2016/17 Топ 14
| \| \| 2016–17 Топ 14 таблиця \| watch · edit · discuss \| |                        |                        |          |       |         |         |            |                     |          |             |                |                 |      |
| | Клуб                   | Розіграних             | Виграних | Нічия | Програш | Бали за | Бали проти | Різниця балів Diff. | Проби за | Проби проти | Здобуті бонуси | Втрачені бонуси | Бали |
| 1 | Атлантик Стад Рошель   | 17                     | 10       | 3     | 4       | 439     | 313        | +126                | 42       | 24          | 5              | 3               | 54   |
| 2 | АСМ Клермон Овернь     | 17                     | 10       | 3     | 4       | 497     | 351        | +146                | 52       | 36          | 5              | 2               | 53   |
| 3 | Монпельє Еро           | 17                     | 10       | 0     | 7       | 434     | 378        | +56                 | 38       | 33          | 3              | 3               | 46   |
| 4 | Кастр                  | 17                     | 9        | 1     | 7       | 438     | 347        | +91                 | 42       | 27          | 3              | 2               | 43   |
| 5 | Тулон                  | 17                     | 8        | 1     | 8       | 408     | 363        | +45                 | 37       | 35          | 4              | 4               | 42   |
| 6 | Тулуза                 | 17                     | 9        | 0     | 8       | 348     | 333        | +15                 | 32       | 24          | 2              | 4               | 42   |
| 7 | Бордо-Бегль            | 17                     | 8        | 1     | 8       | 397     | 388        | +9                  | 33       | 34          | 1              | 4               | 39   |
| 8 | Сексьйон Палуаз        | 16                     | 8        | 0     | 8       | 366     | 395        | –29                 | 35       | 36          | 1              | 4               | 37   |
| 9 | Брів Коррез            | 17                     | 8        | 1     | 8       | 366     | 414        | -48                 | 24       | 37          | 0              | 2               | 36   |
| 10 | Рейсінг                | 16                     | 8        | 1     | 7       | 350     | 349        | –1                  | 34       | 30          | 2              | 0               | 36   |
| 11 | Стад Франсе            | 17                     | 7        | 1     | 9       | 397     | 431        | –34                 | 38       | 39          | 2              | 2               | 34   |
| 12 | Ліон                   | 16                     | 6        | 2     | 8       | 325     | 361        | –36                 | 24       | 26          | 2              | 3               | 33   |
| 13 | Гренобль               | 16                     | 4        | 0     | 13      | 392     | 537        | –145                | 37       | 49          | 1              | 6               | 23   |
| 14 | Авірон Байонне         | 16                     | 4        | 2     | 10      | 256     | 453        | –197                | 18       | 47          | 0              | 0               | 16   |
| Якщо команди знаходяться на одному рівні в таблиці на будь-якому етапі, будуть застосовані тайбрейкі в наступному порядку: 1. Класифікація в попередньому сезоні Топ 14 |                        |                        |          |       |         |         |            |                     |          |             |                |                 |      |
| Зелений фон (1 та 2 рядки) отримують пів-фінальні плей-офф місця і візьмуть участь у 2017-18 Європейському кубкові чемпіонів з регбі. Голубий фон (рядки від 3 до 6) здобудуть чвертьфінальні плей-офф місця і візьмуть участь у Кубку чемпіонів. Жовтий фон (7 рядок) авансують до плей-офф щоб отримати шанс позмагатись в Кубку чемпіонів. Білий фон вказує на команди, які здобули місце в Кубку Європи з регбі. Червоний фон (13 і 14 рядки) — команди будуть перенесені до Регбі Про Д2. Фінальна таблиця |                        |                        |          |       |         |         |            |                     |          |             |                |                 |      |
| | 2016–17 Топ 14 таблиця | watch · edit · discuss |          |       |         |         |            |                     |          |             |                |                 |      |

## Знамениті гравці
Французькі гравці
| - Давід Аттоуб - Давід Овкагне - Йоан Одрін - Александре Біаз - Алікі Факате | - Антоні Флош - Ремі Мартін - Ніколас Мас - Луї Пікамолес | - Тібаут Пріват - Олів'єр Саррамеа - Бенжамін Тіери - Жульєн Томас - Франсуа Трінх-Дук |

Міжнародні гравці
| - Мартін Бустос Мояно - Агустін Кріви - Сантьяго Фернандез - Лукас Гонзалез Аморосіно - Федеріко Тодешіні | - Метью Карраро - Шонтайне Хапе - Гонзало Ува - Васко Ува - Джонні Беатті - Джім Хаммільтон | - Мамука Ґорґодзе - Давід Бортолуссі - Крістіан Стоіка - Джастін Маршалл - Алекс Тулоу |